# Paul Fargeix
Paul Fargeix (* 2. Juni 1955) ist ein ehemaliger französischer Skilangläufer.
Fargeix startete bei den Nordischen Skiweltmeisterschaften 1978 in Lahti. Dabei belegte er den 38. Platz über 15 km, den 35. Rang über 50 km und den 27. Platz über 30 km. Zusammen mit Jean-Paul Pierrat, Daniel Drezet und Yves Blondeau errang er den zehnten Platz mit der Staffel. Einen Monat zuvor kam er in Kastelruth auf den dritten Platz mit der Staffel. Im Dezember 1978 wurde er im Telemark zusammen mit Jean-Paul Pierrat und Michel Thierry Zweiter in der Staffel. Bei den Olympischen Winterspielen 1980 in Lake Placid lief er jeweils auf den 35. Platz über 30 km und 50 km und auf den 28. Rang über 15 km. Zudem belegte er zusammen mit Gérard Durand-Poudret, Michel Thierry und Jean-Paul Pierrat den zehnten Platz in der Staffel. Im Jahr 1986 gewann er den Marathon de Bessans.